# Józef Zwonarz
Józef Zwonarz (ur. 11 marca 1899 w Stanisławowie, zm. 24 listopada 1984 w Lesku) – polski mechanik, uczestnik wojen, Sprawiedliwy wśród Narodów Świata.

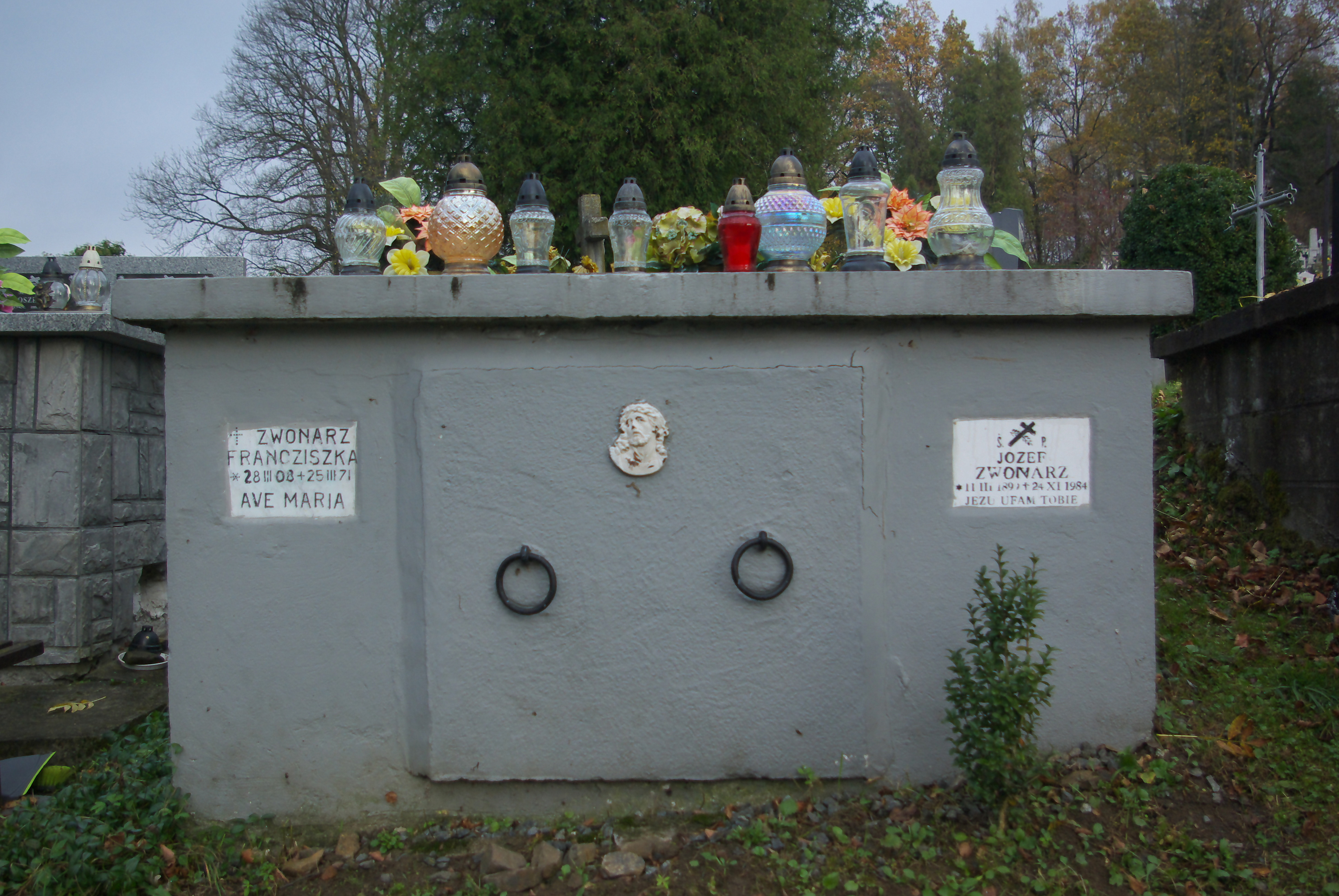
Grobowiec Franciszki i Józefa Zwonarz na cmentarzu w Lesku

## Życiorys
Był synem Adalberta (wzgl. Wojciecha, 1855–1902, który był mechanikiem) i Weroniki (1861–1941) Zwonarzów, bratem Eugeniusza (1881–1945), Wilhelma (1883–1957, podpułkownik Wojska Polskiego), Rudolfa, Jolanty, Jadwigi, Matyldy. Z rodziną zamieszkiwał pod Stanisławowem, a po śmierci ojca, wraz z matką będącą pochodzenia węgierskiego i rodzeństwem, zamieszkiwał czasowo w Budapeszcie.
Przed 1914 był studentem politechniki w Budapeszcie. W czasie I wojny światowej służył jako żołnierz armii austro-węgierskiej. Po odzyskaniu przez Polskę niepodległości został przyjęty do Wojska Polskiego i brał udział w wojnie polsko-bolszewickiej. W okresie II Rzeczypospolitej zamieszkał w Lesku, gdzie ożenił się z Franciszką z domu Jodłowską, pochodzącą z tego miasta. Prowadził zakład (warsztat) o charakterze mechanicznym i ślusarskim, usytuowany przy ul. Grunwaldzkiej, zyskując szacunek u miejscowej ludności. W okresie międzywojennym pracował także jako szofer. Został zawodnikiem założonego w 1923 klubu piłkarskiego Sanovia Lesko oraz tłumaczył na rzecz zawodników drużyny wskazówki do prowadzenia treningów piłki nożnej, zamieszczone w węgierskim czasopiśmie „Magyarfutball”. Znał języki węgierski i niemiecki.

### Pomoc Żydom
Po wybuchu II wojny światowej brał udział w kampanii wrześniowej, później był uczestnikiem polskiego ruchu oporu. Z uwagi na pochodzenie węgierskie był traktowany mniej rygorystycznie przez Niemców, którzy także korzystali z usług jego warsztatu. W okresie okupacji niemieckiej zaangażował się w działalność konspiracyjną, pracując oficjalnie w leskiej szkole zawodowej (niem. Handels- und Berufschule), w której wykładał rysunek techniczny, uczestniczył w tajnym nauczaniu używając pseudonimu „Verona”. Uczestniczył w kolportażu tajnej prasy i instrukcji w ramach Polskiej Organizacji Zbrojnej (POZ), współpracując wówczas z Alojzym Bełzą i Mieczysławem Przystaszem. Ukrywał przed Niemcami sześcioro Żydów. Zbiegłych z obozu przejściowego Zwangsarbeitslager Zaslaw lekarza dr. Natana Wallacha i jego żonę Jafę od grudnia 1942 przez ponad 22 miesiące umieścił w wykonanej jamie ziemnej (schronie), usytuowanej pod swoim warsztatem, położonym w centralnej części Leska. Później ukrywał tam także braci Jafy, Pinka i Milka Manasterów, a od lata 1944 również ich siostrę Annę. Równocześnie zadbał o schronienie dla córki Wallachów, Reny (ur. 1938, później pod nazwiskiem Bernstein), którą w 1942 przekazał Zofii Czemerys (córka jego brata Eugeniusza, żona oficera WP, Tadeusza Czemerysa) w Zagórzu, a wobec zagrożenia denuncjacją, oddał pod opiekę Jana Kąkola i Magdaleny Mielniczek w leśniczówce Czarny Dział w Bezmiechowej Dolnej.
W 1967 Józef Zwonarz wraz z żoną Franciszką (1908–1971) został odznaczony medalem Sprawiedliwy wśród Narodów Świata (nr 331). Z uwagi na trwającą wojnę na Bliskim Wschodzie otrzymali to wyróżnienie w 1980 w Brukseli. Oboje zostali pochowani na cmentarzu w Lesku. Mieli sześcioro dzieci: Marię, Janinę, Zofię, Franciszka, Helenę i Romualda.
Jafa Wallach spisała wspomnienia, które zostały wydane w Stanach Zjednoczonych pt. Bitter Freedom. Memoirs of a Holocaust Survivor nakładem Hermitage Publishers w 2006. Wydanie w polskim przekładzie wydano w 2012 pt. Gorzka wolność. Wspomnienia ocalonej z holocaustu w opracowaniu Elżbiety Rączy nakładem Instytutu Pamięci Narodowej w Rzeszowie. Pisarz Kalman Segal w swojej reportażowej powieści pt. Nad dziwną rzeką Sambation, napisanej w 1955 i wydanej w 1957, zawarł odniesienia do Józefa Zwonarza i ocalenia przez niego rodziny żydowskiej.